# Аріель Оласкоага
Аріель Оласкоага (ісп. Ariel Olascoaga, 21 травня 1929 — 22 серпня 2010) — уругвайський баскетболіст.
Учасник Олімпійських Ігор 1956 року.
Бронзовий призер Олімпійських ігор 1956 року.